# Поташицы
 Поташицы  — опустевшая деревня в Орловском районе Кировской области. Входит в состав Орловского сельского поселения.

## География
Расположена на расстоянии примерно 10 км по прямой на запад от райцентра города Орлова.

## История
Известна с 1678 года как починок Алешинской  с 3 дворами, в 1763 68 жителей. В 1873 году здесь (Алешинской или Багаевы) дворов 25 и жителей 171, в 1905 (починок Потаничи) 3 и 24, в 1926 (деревня Поташицы или Алешинский, Потаничи) 4 и 17, в 1950 4 и 14. После 1950 сведений о населении нет. С 2006 по 2011 год входила в состав Подгороднего сельского поселения.

## Население
Постоянное население не было учтено как в 2002 году, так и в 2010.